# Carbon/Silicon
Carbon/Silicon ist die Band des ehemaligen The-Clash-Gitarristen Mick Jones und des ehemaligen Generation-X- und Sigue-Sigue-Sputnik-Bassisten Tony James.

## Geschichte
Jones und James hatten bereits 1975 für einige Monate gemeinsam in der britischen Proto-Punkband London SS gespielt. Carbon/Silicon gründeten sie 2003. Die Band hat zahlreiche Auftritte absolviert und bereits sechs Alben veröffentlicht, von den die ersten drei ausschließlich auf ihrer Webseite per Download vertrieben wurden. Im Oktober 2007 erschien das vierte Album "The Last Post", das erstmals über übliche Vertriebswege veröffentlicht wurde. Abgemischt wurde das selbstproduzierte Album von Bill Price, welcher auch der Ton-Ingenieur für die Single London Calling von The Clash war. Bei Liveauftritten wird die Band durch den Bassisten Jesse Wood und den Schlagzeuger Dominic Greensmith verstärkt. 2008 absolvierte die Band eine Tour durch die Vereinigten Staaten, wo sie unter anderem auf dem Coachella-Festival, dem SXSW-Festival, in der Tonight Show und in der Late Night with Conan O’Brien auftrat.
Seit 2013 gibt es kein Lebenszeichen der Band mehr.

## Stil
Für die ersten Alben verwendete Carbon/Silicon zahlreiche Samples; das Ergebnis wurde als „innovativ“ und technikbasiert beschrieben. Jones führt zu dieser Einordnung allerdings aus, dass die Verwendung von Samples nicht die musikalischen Vorstellungen des Duos repräsentierte, sondern lediglich durch das Erzielen schneller Resultate den Kreativprozess beschleunigen sollte.
Ihr erstes Lied, MPFree, behandelt das Thema Urheberrechte in Zusammenhang mit Internet und Musik und verdeutlicht die Philosophie der Band, die ihre Musik zu diesem Zeitpunkt ausschließlich kostenlos über das Internet verbreitete. Auch die anderen Texte von Carbon/Silicon beschäftigen sich mit modernen Themen.

## Diskografie
- 2006: A.T.O.M. (kein Label)
- 2006: Western Front (kein Label)
- 2007: The Crackup Suite (EP, kein Label)
- 2007: The Last Post (Carbon/Silicon Records)
- 2008: Carbon Casino (Carbon/Silicon Records)
- 2010: The Carbon Bubble (Carbon/Silicon Records)